# Fotbalistul PFA al anului
Fotbalistul PFA al anului (în engleză PFA Players' Player of the Year) este un premiu anual decernat celui mai bun jucător al anului din fotbalul englez.  Premiul se acordă începând cu sezonul 1973–74, iar câștigătorul este ales prin vot de către membrii sindicatului fotbaliștilor, Professional Footballers' Association (PFA).
Primul câștigător al premiului a fost fundașul Norman Hunter, jucătorul lui Leeds United. Mohamed Salah este singurul jucător care a câștigat premiul de trei ori. Mark Hughes, Alan Shearer, Thierry Henry, Cristiano Ronaldo, Gareth Bale, Kevin De Bruyne au câștigat premiul de câte două ori, iar Thierry Henry, Cristiano Ronaldo și Kevin De Bruyne au câștigat premiul în sezoane consecutive. Dintre cei șase, doar Alan Shearer a câștigat premiile sale jucând la două echipe diferite. Mai există un premiu separat, Tânărul fotbalist PFA al anului pentru jucători sub 23 de ani, tinerii fotbaliști rămânând eligibili să câștige și premiul la seniori. Astfel, de trei ori, același fotbalist a câștigat ambele premiu într-un sezon, Andy Gray în 1976–77, Cristiano Ronaldo în 2006–07 și Gareth Bale în 2012–13.
În fiecare primăvară, fiecare membru al asociației votează pentru doi fotbaliști. O listă scurtă a nominalizaților e publicată în aprilie și câștigătorul premiului, alături de câștigătorii altor premii anuale ale PFA, este anunțat la un eveniment de gală în Londra, câteva zile mai târziu. Premiul e considerat de fotbaliști a fi unul extrem de prestigios, Teddy Sheringham descriindu-l în 2001 ca "cel mai mare premiu individual ce poți să-l obții în joc", iar John Terry a spus în 2005 că "e o distincție importantă să fii votat de către colegii tăi profesioniști împotriva cărora joci săptămână de săptămână".

## Câștigători
Până în 2025 premiul a fost acordat de 52 de ori, având 44 de laureați diferiți. Tabelul de mai jos indică de asemenea dacă jucătorul în cauză a mai câștigat unul sau mai multe premii majore de "fotbalist al anului" în Anglia, și anume premiul Fotbalistul FWA al anului desemnat de ″Football Writers' Association″ (FWA), „Fotbalistul PFA al anului în opinia fanilor” (FPY),, Premier League Player of the Season award (PPS), Premier League Young Player of the Season award (PYS) și premiul „Tânărul fotbalist PFA al anului” (YPY).

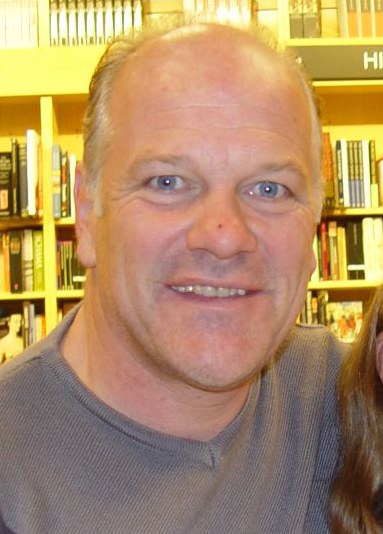
Andy Gray, primul câștigător a două premii majore într-un an, „Fotbalistul PFA al anului” și „Tânărul fotbalist PFA al anului”

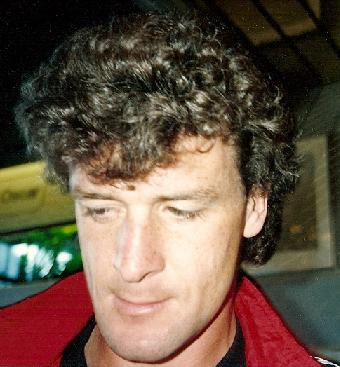
Mark Hughes a fost primul jucător care a câștigat premiul de două ori

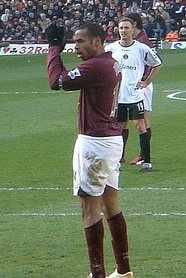
Thierry Henry, primul jucător care a câștigat premiul de două ori consecutiv

| Sezon     |               | Jucător             | Club              | Alte premii        | Note   |
| --------- | ------------- | ------------------- | ----------------- | ------------------ | ------ |
| 1973–74   | ENG           | Norman Hunter       | Leeds United      |                    |        |
| 1974–75   | ENG           | Colin Todd          | Derby County      |                    |        |
| 1975–76   | NIR           | Pat Jennings        | Tottenham Hotspur |                    | [ 14 ] |
| 1976–77   | SCO           | Andy Gray           | Aston Villa       | YPY                | [ 15 ] |
| 1977–78   | ENG           | Peter Shilton       | Nottingham Forest |                    |        |
| 1978–79   | IRE           | Liam Brady          | Arsenal           |                    | [ 16 ] |
| 1979–80   | ENG           | Terry McDermott     | Liverpool         | FWA                | [ 17 ] |
| 1980–81   | SCO           | John Wark           | Ipswich Town      |                    |        |
| 1981–82   | ENG           | Kevin Keegan        | Southampton       |                    |        |
| 1982–83   | SCO           | Kenny Dalglish      | Liverpool         | FWA                |        |
| 1983–84   | WAL           | Ian Rush            | Liverpool         | FWA                |        |
| 1984–85   | ENG           | Peter Reid          | Everton           |                    |        |
| 1985–86   | ENG           | Gary Lineker        | Everton           | FWA                |        |
| 1986–87   | ENG           | Clive Allen         | Tottenham Hotspur | FWA                |        |
| 1987–88   | ENG           | John Barnes         | Liverpool         | FWA                |        |
| 1988–89   | WAL           | Mark Hughes         | Manchester United |                    |        |
| 1989–90   | ENG           | David Platt         | Aston Villa       |                    |        |
| 1990–91   | WAL           | Mark Hughes         | Manchester United |                    | [ 18 ] |
| 1991–92   | ENG           | Gary Pallister      | Manchester United |                    |        |
| 1992–93   | IRE           | Paul McGrath        | Aston Villa       |                    |        |
| 1993–94   | FRA           | Eric Cantona        | Manchester United |                    | [ 19 ] |
| 1994–95   | ENG           | Alan Shearer        | Blackburn Rovers  |                    |        |
| 1995–96   | ENG           | Les Ferdinand       | Newcastle United  |                    |        |
| 1996–97   | ENG           | Alan Shearer        | Newcastle United  |                    | [ 20 ] |
| 1997–98   | NED           | Dennis Bergkamp     | Arsenal           | FWA                |        |
| 1998–99   | FRA           | David Ginola        | Tottenham Hotspur | FWA                |        |
| 1999–2000 | IRE           | Roy Keane           | Manchester United | FWA                |        |
| 2000–01   | ENG           | Teddy Sheringham    | Manchester United | FWA                |        |
| 2001–02   | NED           | Ruud van Nistelrooy | Manchester United | FPY                |        |
| 2002–03   | FRA           | Thierry Henry       | Arsenal           | FWA, FPY           | [ 21 ] |
| 2003–04   | FRA           | Thierry Henry       | Arsenal           | FWA, FPY           | [ 22 ] |
| 2004–05   | ENG           | John Terry          | Chelsea           |                    |        |
| 2005–06   | ENG           | Steven Gerrard      | Liverpool         |                    |        |
| 2006–07   | POR           | Cristiano Ronaldo   | Manchester United | FWA, FPY, YPY      | [ 23 ] |
| 2007–08   | POR           | Cristiano Ronaldo   | Manchester United | FWA, FPY           | [ 24 ] |
| 2008–09   | Wales         | Ryan Giggs          | Manchester United |                    | [ 25 ] |
| 2009–10   | ENG           | Wayne Rooney        | Manchester United | FWA, FPY           | [ 10 ] |
| 2010–11   | Wales         | Gareth Bale         | Tottenham Hotspur |                    | [ 26 ] |
| 2011–12   | Netherlands   | Robin van Persie    | Arsenal           | FWA, FPY           | [ 27 ] |
| 2012–13   | Wales         | Gareth Bale         | Tottenham Hotspur | FWA, YPY           | [ 28 ] |
| 2013–14   | Uruguay       | Luis Suárez         | Liverpool         | FWA, FSF           | [ 29 ] |
| 2014–15   | Belgia        | Eden Hazard         | Chelsea           | FWA                | [ 30 ] |
| 2015–16   | Algeria       | N'Golo Kante        | Leicester City    | FWA                | [ 31 ] |
| 2016–17   | Franța        | N'Golo Kanté        | Chelsea           | FWA                | [ 32 ] |
| 2017–18   | Egipt         | Mohamed Salah       | Liverpool         |                    | [ 33 ] |
| 2018–19   | Țările de Jos | Virgil van Dijk     | Liverpool         | PPS, FSF           | [ 34 ] |
| 2019–20   | Belgia        | Kevin De Bruyne     | Manchester City   | PPS                | [ 35 ] |
| 2020–21   | Belgia        | Kevin De Bruyne (2) | Manchester City   |                    |        |
| 2021–22   | Egipt         | Mohamed Salah (2)   | Liverpool         | FWA, FPY           | [ 36 ] |
| 2022–23   | Norvegia      | Erling Haaland      | Manchester City   | FWA, FPY, PPS, PYS |        |
| 2023–24   | Anglia        | Phil Foden          | Manchester City   | FWA, PPS           |        |
| 2024–25   | Egipt         | Mohamed Salah (3)   | Liverpool         | FWA, FPY, PPS      |        |

## Trofee după țară
| Țara            | Trofee | Anii trofeelor |
| --------------- | ------ | --- |
| Anglia          | 19     | 1973–74, 1974–75, 1977–78, 1979–80, 1981–82, 1984–85, 1985–86, 1986–87, 1987–88, 1989–90, 1991–92, 1994–95, 1995–96, 1996–97, 2000–01, 2004–05, 2005–06, 2009–10, 2023–24 |
| Țara Galilor    | 6      | 1983–84, 1988–89, 1990–91, 2008–09, 2010–11, 2012–13 |
| Franța          | 5      | 1993–94, 1998–99, 2002–03, 2003–04, 2016–17 |
| Țările de Jos   | 4      | 1997–98, 2001–02, 2011–12, 2018–19 |
| Scoția          | 3      | 1976–77, 1980–81, 1982–83 |
| Irlanda         | 3      | 1978–79, 1992–93, 1999–2000 |
| Belgia          | 3      | 2014–15, 2019–20, 2020-21 |
| Egipt           | 3      | 2017–18, 2021–22, 2024-25 |
| Portugalia      | 2      | 2006–07, 2007–08 |
| Irlanda de Nord | 1      | 1975–76 |
| Uruguay         | 1      | 2013–14 |
| Algeria         | 1      | 2015–16 |
| Norvegia        | 1      | 2022–23 |

## Trofee după club
| Club              | Trofee | Anii trofeelor                                                                                    |
| ----------------- | ------ | ------------------------------------------------------------------------------------------------- |
| Manchester United | 11     | 1988–89, 1990–91, 1991–92, 1993–94, 1999–00, 2000–01, 2001–02, 2006–07, 2007–08, 2008–09, 2009–10 |
| Liverpool         | 10     | 1979–80, 1982–83, 1983–84, 1987–88, 2005–06, 2013–14, 2017–18, 2018–19, 2021–22, 2024-25          |
| Tottenham Hotspur | 5      | 1975–76, 1986–87, 1998–99, 2010–11, 2012–13                                                       |
| Arsenal           | 5      | 1978–79, 1997–98, 2002–03, 2003–04, 2011–12                                                       |
| Manchester City   | 4      | 2019–20, 2020–21, 2022–23, 2023–24                                                                |
| Chelsea           | 3      | 2004–05, 2014–15, 2016–17                                                                         |
| Aston Villa       | 3      | 1976–77, 1989–90, 1992–93                                                                         |
| Everton           | 2      | 1984–85, 1985–86                                                                                  |
| Newcastle United  | 2      | 1995–96, 1996–97                                                                                  |
| Leeds United      | 1      | 1973–74                                                                                           |
| Derby County      | 1      | 1974–75                                                                                           |
| Nottingham Forest | 1      | 1977–78                                                                                           |
| Ipswich Town      | 1      | 1980–81                                                                                           |
| Southampton       | 1      | 1981–82                                                                                           |
| Blackburn Rovers  | 1      | 1994–95                                                                                           |
| Leicester City    | 1      | 2015–16                                                                                           |